# Aya Matsuura
 (avril 2011).
Si vous disposez d'ouvrages ou d'articles de référence ou si vous connaissez des sites web de qualité traitant du thème abordé ici, merci de compléter l'article en donnant les références utiles à sa vérifiabilité et en les liant à la section « Notes et références ».
Aya Matsuura (松浦 亜弥, Matsuura Aya, parfois surnommée Ayaya) est une chanteuse de J-pop, née le 25 juin 1986 à Himeji, préfecture de Hyōgo, Japon. Ex-Idole japonaise en solo au sein du Hello! Project, elle est aussi actrice (films, séries TV, publicités) et animatrice de radio. Elle a participé à de nombreux groupes temporaires avec d'autres artistes du H!P, ainsi qu'au duo GAM avec Miki Fujimoto.

## Biographie
Sélectionnée en 2000 lors du 4th Morning Musume & Heike Michiyo Protegee Audition (第4回モーニング娘。&平家みちよ妹分オーディション), elle débute dès l'année suivante comme chanteuse en solo du Hello! Project.
Elle en devient rapidement l'un des plus gros vendeurs, classant tous ses disques dans le top 10 de l'Oricon jusqu'en 2005 où elle délaisse la musique pop légère qui fit son succès pour un style plus mature. Elle participe en parallèle à de nombreux shuffle units et groupes temporaires, dont Gomatto en 2002 avec Maki Goto et Miki Fujimoto, Nochiura Natsumi en 2004 avec Goto et Natsumi Abe, et DEF.DIVA en 2005 avec Goto, Abe et Rika Ishikawa.
En 2006, elle forme avec Miki Fujimoto le duo GAM, qui débute en septembre de la même année avec le single Thanks!, thème du film Tokyo Girl Cop (Sukeban Deka: Codename = Asamiya Saki) dont elle joue le rôle-titre aux côtés de Rika Ishikawa et les autres membres de V-u-den. Mais GAM cesse ses activités en juin 2007 à la suite de la démission de Fujimoto du groupe Morning Musume à cause d'une liaison révélée dans la presse.
Matsuura poursuit ensuite sa carrière solo, mais de manière moins soutenue qu'auparavant, avec moins de disques et de concerts. Depuis avril 2007, elle coanime une émission de télévision hebdomadaire, Meringue no kimochi. Son sotsugyô (départ) du Hello! Project a lieu le 31 mars 2009, avec toutes les autres "anciennes" du H!P, et elle poursuit depuis sa carrière au sein de la maison mère Up-Front.
En août 2011, certains médias envisagent la possibilité de son retrait prochain de la vie artistique, à la suite de l'annonce de la fin de sa participation à l'émission Meringue no kimochi en septembre suivant et en l'absence d'activité prévue par la suite. Peu après, Matsuura annonce officiellement souffrir d'une maladie incurable, l'endométriose, qui lui occasionne depuis quatre ans de fortes douleurs et serait la cause de sa baisse d'activité volontaire dans le domaine musical ces dernières années ; elle devrait poursuivre sa carrière malgré tout.
En décembre 2012, elle annonce son mariage vers février 2013 avec le chanteur Keita Tachibana, membre du groupe W-inds..
Le 23 septembre 2014, le couple annonce qu'il attend son premier enfant depuis sept mois. Elle donne naissance à une fille en décembre 2014.
Après 17 ans chez Up-Front Promotion, Matsuura quitte l'agence à la suite de l'expiration de son contrat et est transférée chez une compagnie indépendante Tachibana,.

## Discographie

### Albums
Albums originaux
1. First Kiss (ファーストKISS?) (1er janvier 2002)
2. T.W.O (29 janvier 2003)
3. X3 (1er janvier 2004)
4. Double Rainbow (ダブル レインボウ?) (10 octobre 2007)
5. Omoi Afurete (想いあふれて?) (21 janvier 2009)

Bande originale
1. Musical "Sōgen no Hito" Original Cast Ban (ミュージカル『草原の人』オリジナルキャスト盤?) (5 mars 2003)

Compilation
1. Matsuura Aya Best 1 (松浦亜弥ベスト1?) (24 mars 2005)
2. Matsuura Aya 10th Anniversary Best (松浦亜弥10TH ANNIVERSARY BEST?) (21 décembre 2011)

Albums de reprises
1. Naked Songs (29 novembre 2006)
2. Click You Link Me (クリックユー リンクミー?) (24 novembre 2010)

Participations
- Folk Songs 2 (22 mai 2002)
- FS5 Sotsugyō (25 février 2004)

### Singles
1. Dokki Doki! Love Mail (ドッキドキ! Loveメール?) (11 avril 2001)
2. Tropical Koishiteru (トロピカ～ル恋して～る?) (13 juin 2001)
3. Love Namida Iro (Love涙色?) (5 septembre 2001)
4. 100Kai no Kiss (100回のKiss?) (28 novembre 2001)
5. ♡Momoiro Kataomoi♡ (♥ 桃色片思い ♥?) (6 février 2002)
6. Yeah! Meccha Holiday (Yeah! めっちゃホリディ?) (29 mai 2002)
7. The Bigaku (The 美学?) (19 septembre 2002)
8. Sōgen no Hito (草原の人?) (11 décembre 2002)
9. Nee? (ね～え??) (12 mars 2003)
10. Good Bye Natsuo (Good Bye 夏男?) (4 juin 2003)
11. The Last Night (26 septembre 2003)
12. Kiseki no Kaori Dance. (奇跡の香りダンス。?) (28 janvier 2004)
13. Hyacinth (風信子 (ヒヤシンス)?) (10 mars 2004)
14. Your Song: Seishun Sensei (Your Song ~青春宣誓~?) (14 juillet 2004)
15. Watarasebashi (渡良瀬橋?) (20 octobre 2004)
  - Tensai! Let's Go Ayayamu (天才! Let's Go あややム?) (26 novembre 2004) chanson thème de Hamtaro the Movie 4
16. Zutto Suki de Ii desu ka (ずっと 好きでいいですか?) (23 février 2005)
17. Ki ga Tsukeba Anata (気がつけば あなた?) (21 septembre 2005)
18. Suna wo Kamu you ni... Namida (砂を噛むように・・・Namida?) (1er février 2006)
19. Egao (笑顔?) (29 août 2007)
20. Kizuna (きずな?) (21 mai 2008)
21. Chocolate Damashii (チョコレート魂?) (11 février 2009)

Téléchargement Digital
1. Futari Osaka (ふたり大阪?) (30 mars 2011)

Participation
- Shall We Love?  (avec Gomattō) (20 novembre 2002)

### Vidéos
Singles V
1. Sōgen no Hito (草原の人?) (11 décembre 2002)
2. Nee? (ね～え??) (12 mars 2003)
3. Good Bye Natsuo (Good Bye 夏男?) (4 juin 2003)
4. The Last Night (26 septembre 2003)
5. Kiseki no Kaori Dance. (奇跡の香りダンス。?) (28 janvier 2004)
6. Your Song: Seishun Sensei (Your Song ~青春宣誓~?) (28 juillet 2004)
7. Watarasebashi (渡良瀬橋?) (10 novembre 2004)
8. Zutto Suki de Ii desu ka (ずっと 好きでいいですか?) (2 mars 2005)
9. Ki ga Tsukeba Anata (気がつけば あなた?) (28 septembre 2005)
10. Suna wo Kamu you ni... Namida (砂を噛むように・・・Namida?) (8 février 2006)
  - Suna wo Kamu you ni... Namida ~Studio Live~ (砂を噛むように・・・Namida〜スタジオライブ〜?) (29 mars 2006)
11. Egao (笑顔?) (12 septembre 2007)
12. Kizuna (きずな?) (4 juin 2008)
13. Chocolate Damashii (チョコレート魂?) (25 février 2009)

DVD & VHS

## Filmographie
- 15 mars 2003 : Ao no Honō (青の炎, The blue light?)
- 30 septembre 2006 : Tokyo Girl Cop (Sukeban Deka: Codename = Asamiya Saki)
- 2009 : The Quiz Show (dans le rôle de Takasugi Reina)
- 2011 : Sakura to Satsuki (dans le rôle de Sakura)
- 2011 : Ranma 1/2 (dans le rôle de Ukyo Kyonji) à confirmer

## Livres de photos
En solo
- 1er décembre 2001 : Aya Matsuura 1er album photo (松浦亜弥 1st写真集?)
- 14 février 2003 : Alo-Hello! Aya Matsuura album photo (アロハロ! 松浦亜弥写真集?)
- 14 janvier 2004 : Aya Matsuura album photo Mā! Chura (松浦亜弥 写真集 まっ!ちゅら?)
- 25 juin 2004 : Alo-Hello! 2 Aya Matsuura album photo (アロハロ! 2 松浦亜弥写真集?)
- 21 mars 2005 : Matsuura Aya 5e album photo "a" (松浦亜弥5th写真集「a」?)

En concert
- 4 juin 2002 : First - Date (ファースト・デート?)
- 7 juillet 2004 : ~Watashi to Watashi to Anata~ (～私と私とあなた～?)

En commun
- 11 avril 2003 : Ayaya to Mikitty (アヤヤとミキティ?)
- 30 septembre 2003 : Matsuura Aya in Hello! Project 2003 Summer
- 13 mars 2004 : Matsuura Aya in Hello! Project 2004 Winter
- 28 septembre 2004 : Matsuura Aya in Hello! Project 2004 Summer
- 6 juillet 2005 : Nochiura Natsumi Live Photobook "Triangle Energy" (後浦なつみライブ写真集「Triangle Energy」?)